# هایلجی

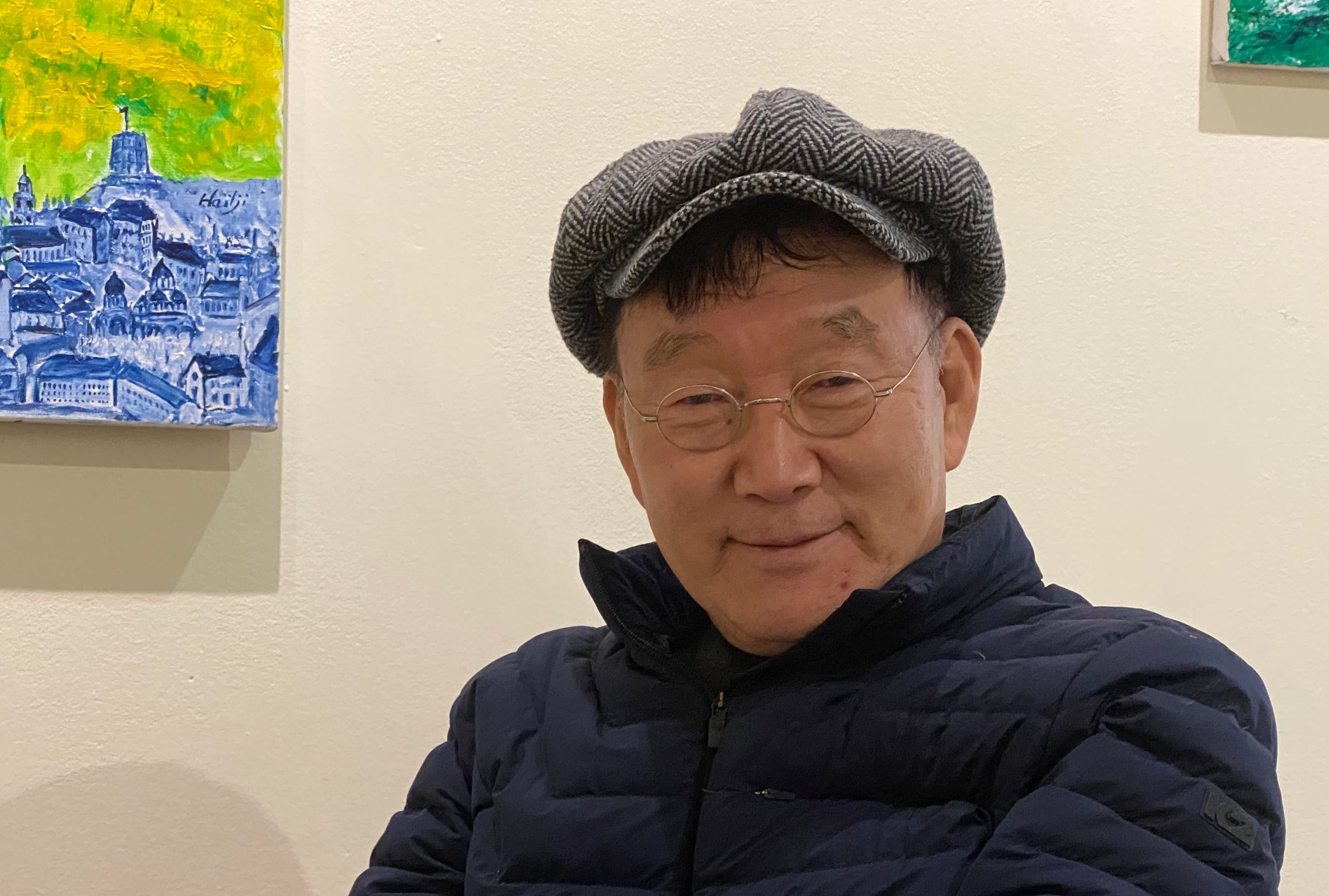
Haïlji، نویسنده، شاعر و نقاش کره جنوبی در نمایشگاه خود در ویشی در نوامبر 2021.

هایلجی (Hailji) یک نویسنده مدرن کره جنوبی است که مجموعه رمان‌های "Racetrack" او در کره جنجال ایجاد کرد.

## زندگی
هایلجی در سال ۱۹۵۵ متولد شد و از دانشگاه چونگ آنگ در رشته نویسندگی خلاق فارغ‌التحصیل شد. سپس تا سال ۱۹۸۳ در دبیرستان تدریس کرد تا اینکه کره جنوبی را به مقصد فرانسه ترک کرد. در فرانسه مدرک کارشناسی ارشد را از دانشگاه پواتیه و دکترای خود را از دانشگاه لیموژ گرفت. او در سال ۱۹۸۹ به کره جنوبی بازگشت. کار او به عنوان یک نویسنده با انتشار کتاب جنجالی او، جاده ای به مسیرهای مسابقه آغاز شد. بسیاری از آثار او به فیلم یا نمایشنامه تبدیل شده‌است. به این ترتیب به عنوان یکی از عوامل مهم در توسعه سینمای مدرن کره شناخته می‌شود.
آثار او خوانندگان و تحسین‌کنندگان مشتاقی را به دست آورد.

## ترجمه
- La confesión (진술)
- مدیتیشن آبی ساعت‌ها (۱۹۹۴)
- Les Hirondelles dans mon tiroir (2003)
- جمهوری Užupis: رمان (۲۰۱۴)

## به زبان کره ای
- جاده به مسیرهای مسابقه (Gyeongmajang ganeun gil، ۱۹۹۰)،
- پیست‌های مسابقه در Crosscroads (Gyeongmajang-eun negeorieseo، ۱۹۹۱)
- برای مسیرهای مسابقه (Gyeongmanjang-eul wihayeo، ۱۹۹۱)
- درخت توسکا در مسیرهای مسابقه (Gyeongmajangeui orinamu، ۱۹۹۲)
- آنچه در پیست‌های مسابقه رخ داد (Gyeongmajang-eseo saenggin il، ۱۹۹۳)
- او از من پرسید که آیا من Jita را می‌شناختم (Geuneun naege jitareul anenyago muleotda، ۱۹۹۴)
- Alibi خطرناک (Wiheomhan allibai، ۱۹۹۵)
- پرنده (Sae، ۱۹۹۹)، بیانیه (Jinsul، ۲۰۰۰)